# 圣劳伦斯学院
圣劳伦斯学院（St. Lawrence College，Ontario）是一所位于加拿大安大略省京士顿市的社区学院，于1967年成立。其为公立学院。除了京士顿的主校区外，在安大略東部的布羅克維爾和康沃尔有分校区。

## 学校历史
1960年以前，安大略省只有技术学校与大学并存于大专水平后教育，很多这些技术学校的建立主要是为了帮助退伍军人在战后重新融入社会。技术教育的需求日益增加，总理威廉·戴维斯，现被视为“安大略省高校系统之父”，在安大略省建立了应用艺术和技术的高校以在培养目的为在各自的社区就业的学生。作为全省的创办此类学院的计划地一部分，圣劳伦斯学院始建于1967年。这些学校的目的是在它们所在的社区提供职业导向的文凭和证书课程，以及继续教育课程。 
最初提出建立圣劳伦斯学院的主校区的城市是布罗克维尔，但金斯顿成为最终选择，因为其人口基数较大，将使其能够支持一个完整的校园。安大略省政府从安大略精神病医院（现静宜持续护理中心）购买了位于国王西街与朴茨茅斯大道之间的59英亩（24公顷）的农田作为校区建筑。布罗克维尔将保留一个较小的校园的同时，康沃尔和金士顿校园计划提供安大略省东部六个县区（即夫隆特纳克，利兹，嘉慧，登打士，斯托蒙特和格兰哥利）的社区学院教育。
一些最早的全日制课程提供包括工商管理，家政，幼儿教育，工程技术，电子技术员等专业。今天，圣劳伦斯学院提供大约89个专业。 
在入学率不断上升的情况下，部分原因是由于安大略省中学改革导致两届学生同时毕业，安大略省收到资金进行几年间的扩张其省内高校，包括自成立以来已经壮大的圣劳伦斯学院。
学校简介 
圣劳伦斯学院坐落于美丽的千岛湖畔，拥有浓厚的文化历史氛围。圣劳伦斯学院连续多年名列安省学院前茅，也参与最新出台的中国SPP计划，为中国教育部所认可。[1]
沿着秀丽的圣劳伦斯河，圣劳伦斯学院有三个独立校区，金斯顿主校区，布罗克维尔校区，和康沃尔校区，是学生实现职业规划的理想场所。学生不仅能够得到在相关领域具有丰富经验的业内专业人士的支持和指导，更将在小班教学、组织严密的社团环境中真正了解自己的老师、获得实用的教学内容、并过上幸福的校园生活。在圣劳伦斯学院，学生将学到在当今充满竞争的社会中立于不败之地的必需技能，获得实现自己梦寐以求的工作和生活的教育。
金斯顿主校区学院拥有约6500名全日制学生和20,000个兼职注册在89个学术课程，并采用829全职和兼职员工，这包括414教师。学校有全国最高评论的的音乐剧院表演专业，位于布罗克维尔校园。
圣劳伦斯学院距离多伦多，渥太华，或蒙特利尔均少于3小时车程，离纽约大概6小时车程。因为曾经是加拿大第一个首都，主校区所在的金斯顿市是一座历史悠久的古城，也有联合国世界文化遗址和千岛湖- Frontenac Arch 生物圈，里多运河由此结束并流入安大略湖。三个校区都是小型安逸社区，消费低，生活质量高。

## 学校表现
KPI（关键绩效指标）2012年的年度业绩表明圣劳伦斯学院下列统计数字。
93.6％的雇主满意圣劳伦斯学院毕业生的教育准备的质量。
90.5％的SLC毕业生毕业后六个月内找到工作。（安省第一）
84.1％的毕业生他们在毕业后感到满意SLC的教育有益于实现自己的目标。
81.3％的学生都满意的SLC的整体素质，包括提供给他们的教学服务，规划和资源。
圣劳伦斯学院对于不准备上大学而想直接工作的学生来说是一个非常好的选择。她的英语课程吸引了很多中国大陆、台湾、韩国等地的留学生。留学生可在学完英语或预科后转到其他学院或大学。

## 专业课程
圣劳伦斯学院共提供80多项专业课程，其课程均偏重实用型和技能型，时间比较短（一般为一到三年），毕业生的就业率非常高。
圣劳伦斯学院提供:
一年制证书专业：专业办公室行政；木工； 美容；等。
两年制大专和三年制高级大专文凭专业：整合销售与传媒；平面设计；厨艺管理；商科；酒店餐厅管理；生物技术；控制工程；土木工程；能源系统工程；风力发电；环保科学工程；游戏开发；早期儿童教育；新闻学；音乐戏剧等。
圣劳伦斯学院已获得认可，提供学士学位课程：
应用艺术行为心理学的学位学士（Bachelor of Applied Arts – Behavioural Psychology）（加拿大唯一此专业本科）
科学护理学士（Bachelor of Science in Nursing）（劳伦森大学合作）
工商管理学士 (Bachelor of Business Administration)（劳伦森大学合作）
研究生学位专业：金融服务从业者；自闭症和行为科学；人力资源管理，等。
语言训练：学术英语 – 两个级别，中级班和高级班。高级班毕业后可满足语言要求，就读我校任何专业。

## 入学要求
最低入学要求：
证书，大专及本科文凭：高中毕业并已获得毕业文凭。
研究生专业：大学本科文凭。
托福：网考 证书和大专专业79分，本科和研究生专业83分。
雅思：证书和大专专业总成绩6.0分（并每项目不低于5.5分），及本科和研究生专业总成绩6.5分（并每项不低于6.0分）。
如果申请圣劳伦斯学院语言专业并满足学术专业要求，可获得语言专业与学术专业双录取。